# Altobello Melone

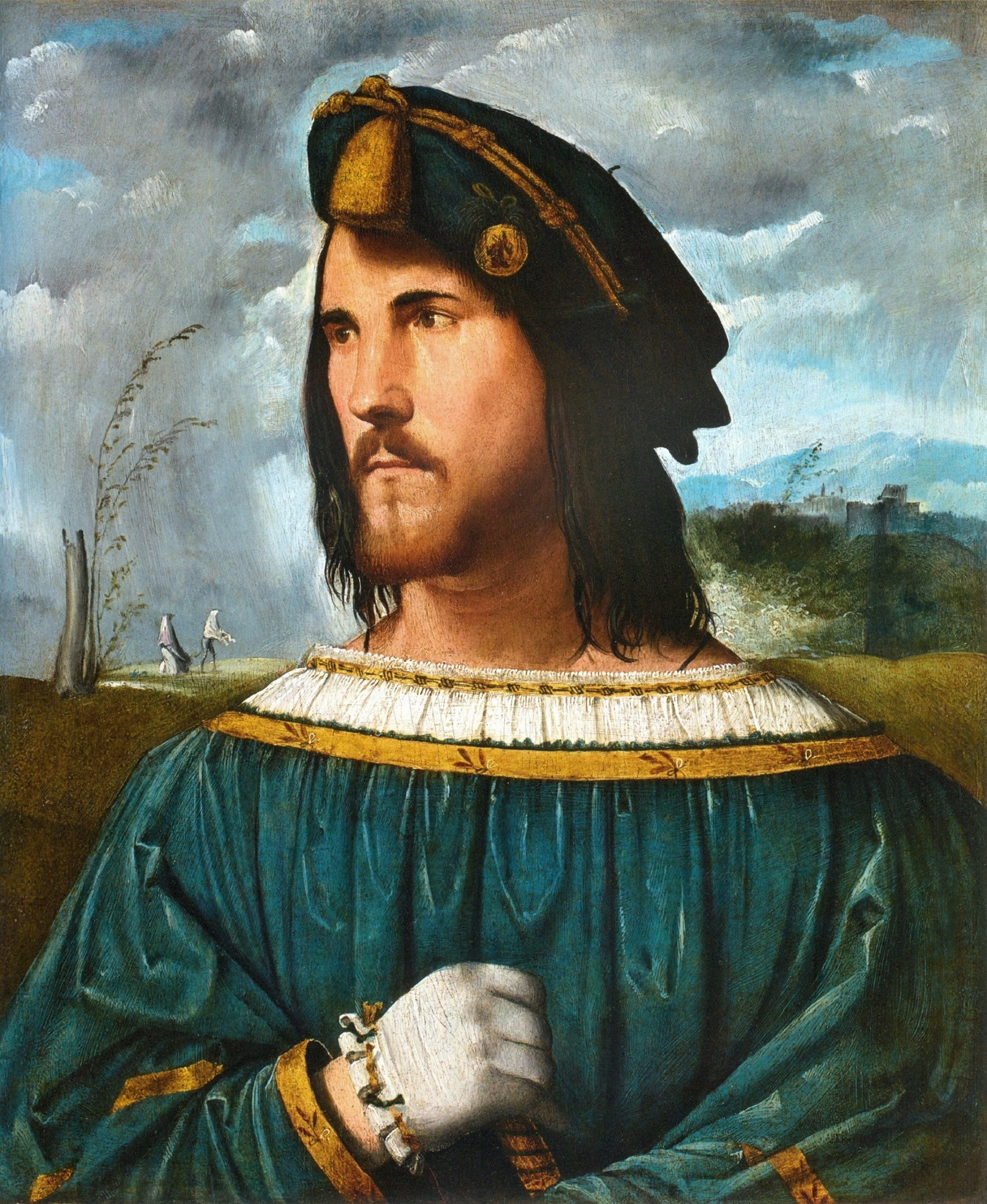
Portret szlachcica (Cesare Borgia) namalowany przez Altobello Melone, Accademia Carrara, Bergamo

Altobello Melone (ur. 1490–1491, zm. przed 3 maja 1543) – był włoskim malarzem szkoły lombardzko – florenckiej, tworzącym w czasach Renesansu.

## Życiorys
Urodził się w Cremonie. Jego styl łączył szkołę lombardzką z manieryzmem. W Cremonie, spotkał się ze starszym już wówczas Girolamo Romani. W grudniu 1516 został zatrudniony do namalowania fresków ozdabiających Katedrę w Cremonie, nad którymi pracował do 1518. Kontrakt zawierał zapis, że jego freski mają być piękniejsze niż jego poprzednika Boccaccio Boccaccino. Pracował razem z Giovanni Francesco Bembo. Jego obraz Lament nad zmarłym Chrystusem w Pinakoteka Brera, pochodzi prawdopodobnie z kościoła Św. Lorenzo w Brescia i powstał w 1512.
W swoich najwspanialszych freskach Altobello udanie celował w połączeniu antyklasycyzmu z ekspresjonistycznym językiem Romanino. Jego siedem scen wraz z nowatoskim przekonującym freskiem Masakra niewinnych wykorzystuje symboliczną manifestację gestu oraz groteskowe przekształcenie twarzy.

## Prace
- Madonna z dzieckiem i Święty Jan (około 1510) - Accademia Carrara, Bergamo
- Adoracja dziecka  (około 1510) - Kunsthaus Zürich (warehouse)
- Madonna z dzieckiem  (około. 1511) - Pinacoteca Ambrosiana, Mediolan
- Lamenty nad zmarłym Chrystusem  (1512) - Pinacoteca di Brera, Milan
- Trasfiguration -Szépművészeti Múzeum, Budapeszt
- Portret szlachcica (Cesare Borgia) - Accademia Carrara, Bergamo
- Uścisk kochanków -Galeria Obrazów Starych Mistrzów w Dreźnie
- Uścisk kochanków -Szépművészeti Múzeum, Budapeszt
- Adoracja dziecka (1512-1514) - Museo Berenziano, Cremona
- Portret (1512-1515) -Pinacoteca di Brera, Mediolan
- Lament nad zmarłym Chrystusem  -Archiepiscopal Picture gallery, Mediolan
- Christ przywiązany do krzyża  (c. 1515) - National Gallery w Londynie